# Festival della Valle d'Itria
Il Festival della Valle d’Itria di Martina Franca è nato nel 1975 su iniziativa di un gruppo di appassionati musicofili capeggiati da Alessandro Caroli, primo presidente del festival, con il determinante supporto di Franco Punzi, allora sindaco di Martina Franca, e di Paolo Grassi, all’epoca sovrintendente del Teatro alla Scala. 

## Storia

### Gli esordi e gli anni Ottanta
Fin dagli esordi il Festival si è caratterizzato per la coraggiosa riproposta di un repertorio e di una prassi esecutiva sottovalutati: hanno contribuito alla sua affermazione le messe in scena di opere quali Tancredi di Gioachino Rossini nel 1976 e della Norma di Vincenzo Bellini nella versione originale con la protagonista dal timbro più scuro rispetto alla giovane Adalgisa.
Dal 1980, con la presidenza di Franco Punzi e la direzione artistica di Rodolfo Celletti, grande esperto di vocalità, il festival ha accentuato la propria identità originaria di rivalutazione del repertorio belcantista (da Monteverdi al protoromanticismo) e della Scuola musicale napoletana di cui grandi protagonisti furono i compositori pugliesi, pur senza trascurare il grande repertorio europeo e, in particolare, la valorizzazione di elementi del belcanto italiano presenti in opere di autori stranieri.
Emblematiche le proposte di opere quali Adelaide di Borgogna e Semiramide di Rossini, L’incoronazione di Poppea di Monteverdi, Giulio Cesare di Händel, Fra Diavolo di Auber.

### Dal 1994 al 2009: l'era Segalini
Con la direzione artistica di Sergio Segalini, dal 1994 al 2009, il Festival ha ulteriormente sviluppato la dimensione internazionale delle scelte di repertorio, a partire dalla Medée di Cherubini nella versione originale francese con i dialoghi parlati, per poi affrontare capolavori come Robert le diable di Meyerbeer, La Grande-Duchesse de Gérolstein di Offenbach, fino alla versione francese di Salomé di Richard Strauss.

### Dal 2010 al 2021 Alberto Triola
Alberto Triola, che ha assunto la direzione artistica del festival nel 2010, ha riportato negli anni l’attenzione sul repertorio belcantistico e sul teatro musicale barocco, ma con importanti aperture all’opera del Novecento e contemporanee. La scelta degli autori e delle opere della edizione del suo debutto alla direzione artistica del festival valgono da manifesto programmatico: Nino Rota, con ‘’Napoli milionaria’’, Gaetano Donizetti con ‘’Gianni di Parigi’’ e Handel con ‘’Rodelinda’’, che approda sulle scene italiane dopo tre secoli. Le linee guida si consolidano negli anni successivi, con Aureliano in Palmira di Rossini,Il novello Giasone di Cavalli-Stradella, il dittico Der Ring des Polykrates (Enrich Wolfgang Korngold) – Das geheime Königreich (Ernst Křenek), L’Orfeo di Luigi Rossi - Daniela Terranova, Nur di Marco Taralli, Zaira di Bellini, Artaserse di Johann Adolph Hasse, Crispino e la Comare dei fratelli Ricci, Maria di Venosa di Francesco d'Avalos, “La donna serpente” di Casella. Negli ultimi anni la linea artistica incentrata sul belcanto si è ulteriormente imposta, riportando all’ascolto interessanti e spesso grandi titoli di Mayr, Mercadante (con la prima assoluta postuma di ‘’Francesca da Rimini’’), Meyerbeer, Vaccaj, Porpora, Scarlatti e Vivaldi, senza trascurare il Seicento (Monteverdi, Steffani). Grande spazio hanno avuto nell’ultimo decennio gli autori della scuola napoletano-pugliese, anche con la riscoperta di lavori comici di Leo, Vinci, Piccinni, Sellitti e Paisiello; degni di nota sono la riproposta di un capolavoro come ‘’Il matrimonio segreto’’di Cimarosa, di un pastiche di grande rilievo storico come il ‘’Rinaldo’’ di Handel riadattato da Leonardo Leo e da altri musicisti di scuola napoletana, di un titolo raro quanto prezioso per la storia dell’opera quale ‘’Ecuba’’ di Manfroce e la recentissima scelta di proporre ‘’La Creazione’’ di Haydn in un inedito adattamento teatrale. 
Direttore musicale del Festival dal 2015 è Fabio Luisi, carica precedentemente ricoperta da Alberto Zedda dal 1980 al 1985.
Dal 2021 è Direttore Artistica il tedesco Sebastian F. Schwarz, direttore musicale Fabio Luisi.
Le produzioni del Festival si distinguono per l’accuratezza del lavoro musicologico sui testi (spesso rappresentati a partire da edizioni critiche, quando disponibili) e il rispetto dei tipi vocali, fedeli alle partiture e alle interpretazioni originali.
Il Festival ha contribuito all’affermazione di artisti che avrebbero scritto la storia dell’interpretazione quali Mariella Devia, Martine Dupuy, Paolo Coni, Daniela Dessì, Patrizia Ciofi, Renato Palumbo, per citarne solo alcuni.
Negli ultimi anni una nuova generazione di interpreti di grande talento ha vissuto il battesimo artistico tra le mura di Palazzo Ducale: non solo cantanti ma anche direttori d’orchestra e registi che oggi sono applauditi nei principali teatri del mondo. 
Nel corso della sua attività, il Festival ha ottenuto per nove volte l’ambito riconoscimento del Premio Abbiati dell’Associazione Nazionale Critici Musicali.

## Edizioni

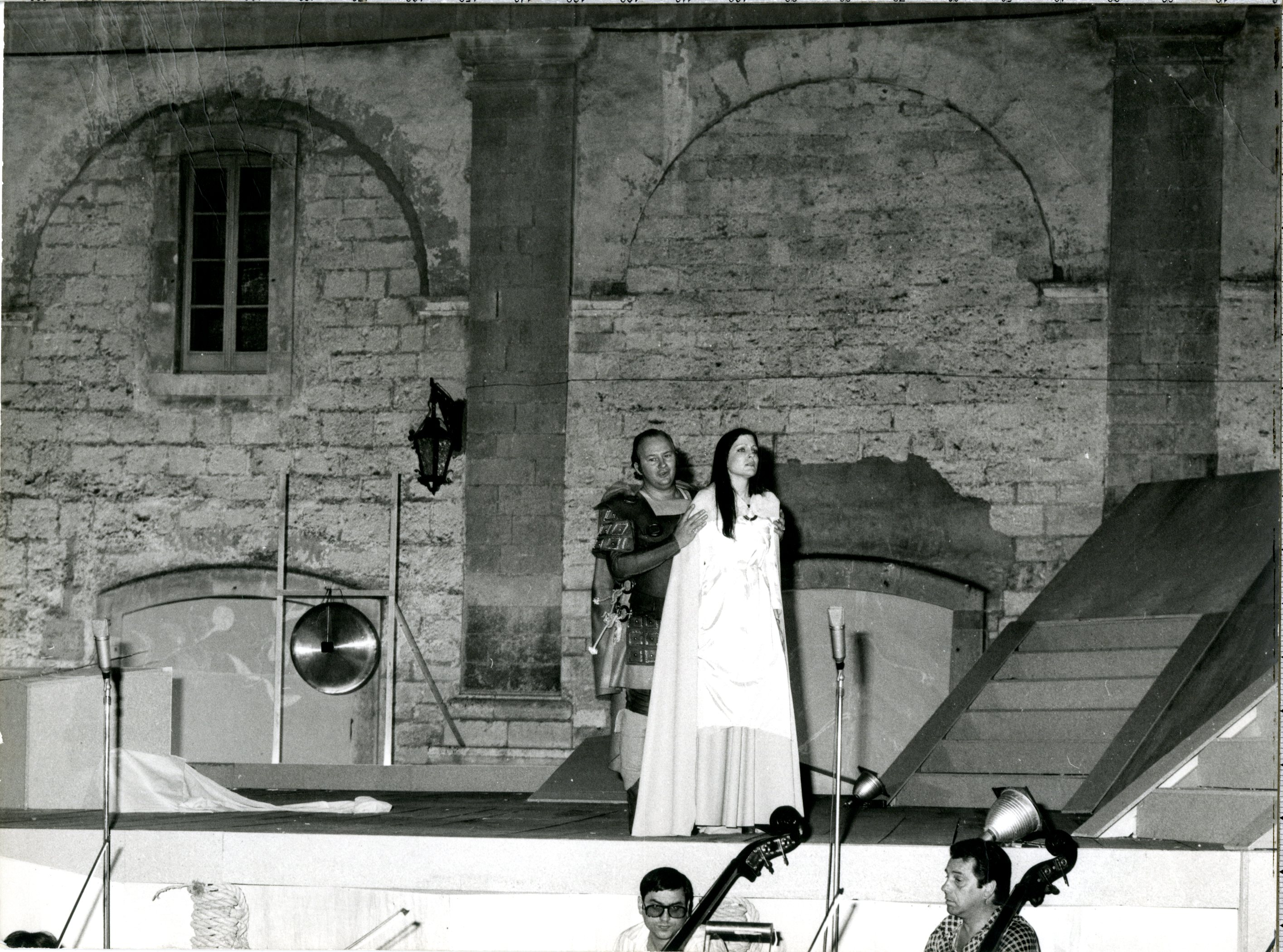
Festival della Valle d'Itria 1977 - Bellini "Norma"

### 1975-1979
- 1975: Gluck, Orphée et Eurydice; Pergolesi, La serva padrona; Cimarosa, Il maestro di cappella
- 1976: Rossini, Tancredi (edizione integrale)
- 1977: Traetta, Antigone; Bellini, Norma (prima edizione moderna nella versione originale per due soprani, 1831)
- 1978: Paisiello, Nina, ossia la pazza per amore; Cimadoro, Pigmalione; Orlandini, Serpilla e Bacocco; Telemann, Pimpinone
- 1979: Donizetti, Maria Stuarda

### 1980-1989
- 1980: Bellini, I Capuleti e i Montecchi; Traetta, Le serve rivali
- 1981: Rota, Il cappello di paglia di Firenze; Auber, Fra Diavolo
- 1982: Paisiello, Il barbiere di Siviglia; Rossini, Il barbiere di Siviglia; Busoni, Turandot
- 1983: Flotow, Marta; Bellini, La straniera
- 1984: Mercadante, Il giuramento; Cimarosa, Le astuzie femminili; Rossini, Adelaide di Borogogna (prima rappresentazione in tempi moderni)
- 1985: Paisiello, La serva padrona; Händel, Aci e Galatea; Bellini, I puritani; Donizetti, Roberto Devereux
- 1986: Traetta, Ifigenia in Tauride (prima rappresentazione in tempi moderni); Rossini, Semiramide
- 1987: Bellini, Il pirata; Verdi, Attila
- 1988: Monteverdi, L’incoronazione di Poppea (prima esecuzione assoluta nella revisione di Alberto Zedda); Donizetti, Maria di Rohan
- 1989: Händel, Giulio Cesare in Egitto; Donizetti, La favorita; Pergolesi, San Guglielmo Duca d’Aquitania

### 1990-1999
- 1990: Piccinni, Cecchina, ossia la buona figliola; Mercadante, Il bravo; Hasse, Piramo e Tisbe; Bizet, Les pêcheurs de perles
- 1991: Vivaldi, Farnace; Verdi, Ernani; Delibes, Lakmé
- 1992: Gounod, Roméo et Juliette; Cimarosa, Il matrimonio segreto; Rossini, Demetrio e Polibio (in forma di concerto)
- 1993: Donizetti, Lucrezia Borgia; Rossini, La pietra del paragone; Scarlatti, Pirro e Demetrio (in forma di concerto; prima esecuzione in tempi moderni)
- 1994: Bellini, La sonnambula; Puccini, Le Villi; Leo, Amor vuol sofferenza (prima esecuzione in tempi moderni)
- 1995: Mercadante, Caritea Regina di Spagna (prima rappresentazione in tempi moderni); Cherubini, Médée (prima esecuzione in Italia della versione originale francese, 1797)
- 1996: Offenbach, La Grande-Duchesse de Gèrolstein (prima rappresentazione integrale nel XX secolo); Piccinni, L’Americano (prima rappresentazione nel XX secolo); Pacini, L’ultimo giorno di Pompei (prima rappresentazione nel XX secolo)
- 1997: Verdi, Macbeth (Edizione completa della prima versione, Firenze 1847); Donizetti, Lucie de Lammermoor (prima rappresentazione nel XX secolo della versione di Parigi, 1839); Cimarosa, Armida immaginaria (prima rappresentazione nel XX secolo)
- 1998: Verdi, Le Trouvère (prima rappresentazione in forma scenica della versione di Parigi, 1857); Donizetti, Il fortunato inganno (Prima esecuzione assoluta della versione originale, 1823); Giordano, Mese Mariano; Giordano, Il Re
- 1999: Traetta, Ippolito e Aricia (prima esecuzione assoluta nel XX secolo); Massenet, Roma (prima rappresentazione in Italia) ; Verdi, Simon Boccanegra (prima rappresentazione scenica integrale in Italia della versione 1857)

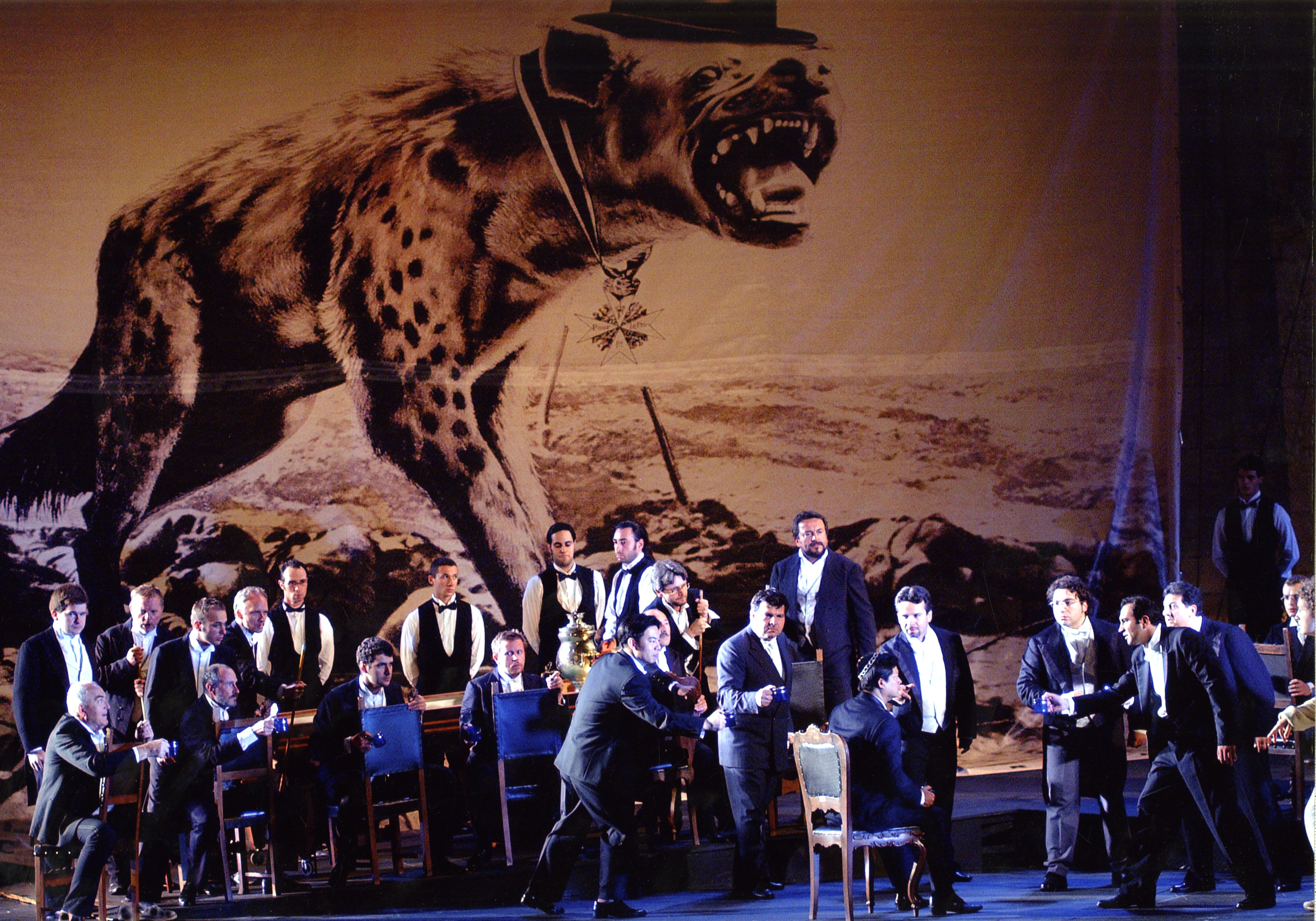
Festival della Valle d'Itria - Mayerbeer "Les Huguenots"

### 2000-2009
- 2000: Piccinni, Roland (prima esecuzione assoluta in tempi moderni); Rossini, Otello, ossia Il Moro di Venezia (prima rappresentazione scenica della versione 1831 e dei due finali dell'opera); Meyerbeer, Robert le Diable (prima rappresentazione in Italia della versione originale)
- 2001: Gounod, La Reine de Saba (prima rappresentazione in Italia); Donizetti, La zingara (prima rappresentazione assoluta in tempi moderni); Rossini, Ivanhoé (prima rappresentazione scenica in tempi moderni)
- 2002: Paisiello, Le due contesse; Paisiello, Il duello comico; Rossini, Robert Bruce (prima esecuzione assoluta in tempi moderni); Mayerbeer, Gli ugonotti (Les Huguenots) (prima rappresentazione in Italia della versione originale)
- 2003: Paisiello, Proserpine (prima rappresentazione in Italia della versione originale); Massenet, Werther (prima rappresentazione in Italia in epoca moderna della versione per il baritono Mattia Battistini); Giordano, Siberia
- 2004: Gomes, Salvator Rosa (prima rappresentazione in Italia della versione originale); Donizetti, Pietro il Grande Kzar delle Russie ossia il falegname di Livonia (prima rappresentazione in Italia della versione originale); Gounod, Polyeucte (prima rappresentazione in Italia della versione originale)
- 2005: Marchetti, Romeo e Giulietta (prima rappresentazione in tempi moderni); Cherubini, Lo sposo di tre e marito di nessuna (prima rappresentazione in tempi moderni); Bellini, I Capuleti e i Montecchi
- 2006: Paisiello, I giuochi d’Agrigento (prima rappresentazione in tempi moderni); Mozart-Strauss, Idomeneo (prima rappresentazione in tempi moderni); Mayerbeer, Semiramide (prima rappresentazione in tempi moderni)
- 2007: Sarro, Achille in Sciro (prima rappresentazione in tempi moderni); Strauss, Salomé (prima rappresentazione della versione francese sul testo originale di Oscar Wilde); Giordano, Marcella; Mascagni, Amica
- 2008: Piccinni, Re Pastore (prima esecuzione assoluta in tempi moderni); Cagnoni, Don Bucefalo (prima esecuzione assoluta in tempi moderni); Mercadante, Pelagio (prima rappresentazione scenica in tempi moderni)
- 2009: Gluck, Orfeo ed Euridice (prima esecuzione assoluta in tempi moderni); Cagnoni, Re Lear (prima rappresentazione assoluta); Gluck, Iphigenie auf Turis (prima esecuzione in Italia)

### 2010-2021
- 2010: Rota, Napoli Milionaria!; Donizetti, Gianni di Parigi; Händel, Rodelinda, Regina de’ Longobardi (prima rappresentazione mondiale nell'edizione critica di Andrew V. Jones)
- 2011: Rossini, Aureliano in Palmira; Korngold, Der Ring des Polykrates (prima rappresentazione in Italia); Křenek, Das geheime Königreich (prima rappresentazione in Italia); Cavalli-Stradella, Il novello Giasone (prima rappresentazione mondiale in tempi moderni)
- 2012: Hasse, Artaserse; Taralli, Nûr (prima esecuzione assoluta); Bellini, Zaira; Rossi-Terranova L’Orfeo, immagini di una lontananza (prima esecuzione assoluta)
- 2013: Ricci, Crispino e la Comare; Leo, L’ambizione delusa (prima esecuzione in tempi moderni); D’Avalos, Maria di Venosa (prima rappresentazione scenica assoluta e prima in Italia); Verdi, Giovanna d’Arco
- 2014: Casella, La Donna Serpente; Traetta, Armida; Steffani, La lotta d’Ercole con Acheloo; Gluck, Orfeo ed Euridice
- 2015: Tutino, Le Braci; De Giosa, Don Checco; Mayr, Medea in Corinto; Monteverdi L’incoronazione di Poppea; Rossini, Il barbiere di Siviglia (riduzione)
- 2016: Paisiello, La Grotta di Trofonio; Mercadante, Francesca da Rimini; Steffani, Baccanali; Mozart, Così fan tutte; Paisiello, Don Chisciotte della Mancia
- 2017: Vivaldi, Orlando furioso; Monteverdi, Altri canti d’amor; Piccinni, Le donne vendicate; Verdi, Un giorno di regno; Meyerbeer, Margherita d’Anjou; Puccini, Gianni Schicchi
- 2018: Vaccaj, Giulietta e Romeo; Handel-Leo, Rinaldo; Scarlatti, Il trionfo dell’onore
- 2019: Cimarosa, Il matrimonio segreto; Manfroce, Ecuba; Porpora, Orfeo; Vinci, L’ammalato immaginario; Sellitti, La vedova ingegnosa; Offenbach, Coscoletto
- 2020: Strauss, ‘’Il borghese gentiluomo’’; Strauss, ‘’Arianna a Nasso’’
- 2021: Haydn, ‘’La Creazione’’; A. Scarlatti, ‘’Griselda’’; N. Porpora, ‘’L’Angelica’’

### 2022-
- 2022: Francesco Cavalli, Il Xerse, Antonio Salieri, La scuola dei gelosi, Vincenzo Bellini, Beatrice di Tenda, Sergej Sergeevič Prokof'ev, Il giocatore, Nicola Campogrande, Opera italiana
- 2023: Pietro Auletta, L'Orazio; Florian Leopold Gassmann, Gli Uccellatori; Gioachino Rossini, Il turco in Italia; Jules Massenet, L'adorable Bel-Boul; Virgilio Ranzato, Il paese dei campanelli

## Premio "Franco Abbiati" della critica musicale italiana
Il Premio “Franco Abbiati” della critica musicale italiana, organizzato dall'Associazione nazionale dei critici musicali, è un riconoscimento nazionale che ogni anno viene attribuito ai protagonisti del mondo della lirica e della musica colta. Il Premio è dedicato a Franco Abbiati, titolare della rubrica musicale del Corriere della Sera dal 1934 al 1973. Sino ad ora sono dieci i Premi "Franco Abbiati" vinti dal Festival della Valle d'Itria:

- 1982: a Lella Cuberli per l’interpretazione di Rosina ne Il barbiere di Siviglia di Paisiello
- 1985: al Festival della Valle d’Itria come migliore iniziativa musicale
- 1985: a Mariella Devia per l’interpretazione di Elvira ne I Puritani di Vincenzo Bellini
- 1987: a Paolo Coni per l’interpretazione di Ezio nell'Attila di Giuseppe Verdi
- 1998: a Guido De Monticelli per la miglior regia per Il fortunato inganno di Gaetano Donizetti
- 1999: a Patrizia Ciofi per l’interpretazione di Aricia in Ippolito e Aricia di Tommaso Traetta
- 2000: come migliore iniziativa musicale per la prima esecuzione in tempi moderni, integrali e in lingua originale di Roland di Piccini e di Robert le diable di Meyerbeer
- 2010: a Franco Fagioli come miglior cantante per Rodelinda di G.F. Handel
- 2014: premio speciale alla Fattoria Vittadini per le coreografie per Armida di Traetta e La lotta d’Ercole con Acheloo di Steffani
- 2018: a Giuseppe Palella come migliore costumista per i costumi per Giulietta e Romeo di Nicola Vaccaj